# Lijst van nummer 1-hits in Duitsland in 2018
Deze hits stonden in 2018 op nummer 1 in de Musikmarkt Top 100, de bekendste hitlijst in Duitsland.
| Datum        | Artiest                                       | Titel                                     |
| ------------ | --------------------------------------------- | ----------------------------------------- |
| 5 januari    | Ed Sheeran                                    | Perfect                                   |
| 12 januari   | Ed Sheeran                                    | Perfect                                   |
| 19 januari   | Ed Sheeran                                    | Perfect                                   |
| 26 januari   | Ed Sheeran                                    | Perfect                                   |
| 2 februari   | Ed Sheeran                                    | Perfect                                   |
| 9 februari   | Ed Sheeran                                    | Perfect                                   |
| 16 februari  | Bausa                                         | Was du Liebe nennst                       |
| 23 februari  | Liam Payne & Rita Ora                         | For You                                   |
| 2 maart      | Drake                                         | God's Plan                                |
| 9 maart      | Olexesh & Edin                                | Magisch                                   |
| 16 maart     | Marshmello & Anne-Marie                       | Friends                                   |
| 23 maart     | Marshmello & Anne-Marie                       | Friends                                   |
| 30 maart     | Marshmello & Anne-Marie                       | Friends                                   |
| 6 april      | Marshmello & Anne-Marie                       | Friends                                   |
| 13 april     | Capital Bra                                   | 5 Songs in einer Nacht                    |
| 20 april     | Marshmello & Anne-Marie                       | Friends                                   |
| 27 april     | Calvin Harris & Dua Lipa                      | One Kiss                                  |
| 4 mei        | Capital Bra & Ufo361                          | Neymar                                    |
| 11 mei       | Capital Bra & Ufo361                          | Neymar                                    |
| 18 mei       | Capital Bra & Ufo361                          | Neymar                                    |
| 25 mei       | Pietro Lombardi                               | Phänomenal                                |
| 1 juni       | Capital Bra                                   | One Night Stand                           |
| 8 juni       | Capital Bra                                   | One Night Stand                           |
| 15 juni      | Capital Bra                                   | Berlin lebt                               |
| 22 juni      | Namika & Black M                              | Je ne parle pas français (Beatgees remix) |
| 29 juni      | Namika & Black M                              | Je ne parle pas français (Beatgees remix) |
| 6 juli       | Clean Bandit & Demi Lovato                    | Solo                                      |
| 13 juli      | Bushido, Samra & Capital Bra                  | Für euch alle                             |
| 20 juli      | Dynoro & Gigi D'Agostino                      | In My Mind                                |
| 27 juli      | Dynoro & Gigi D'Agostino                      | In My Mind                                |
| 3 augustus   | Dynoro & Gigi D'Agostino                      | In My Mind                                |
| 10 augustus  | Capital Bra & Juju                            | Melodien                                  |
| 17 augustus  | Dynoro & Gigi D'Agostino                      | In My Mind                                |
| 24 augustus  | Dynoro & Gigi D'Agostino                      | In My Mind                                |
| 31 augustus  | Dynoro & Gigi D'Agostino                      | In My Mind                                |
| 7 september  | Dynoro & Gigi D'Agostino                      | In My Mind                                |
| 14 september | Dynoro & Gigi D'Agostino                      | In My Mind                                |
| 21 september | Bonez MC, RAF Camora & Gzuz                   | Kokain                                    |
| 28 september | Dynoro & Gigi D'Agostino                      | In My Mind                                |
| 5 oktober    | Dynoro & Gigi D'Agostino                      | In My Mind                                |
| 12 oktober   | Bonez MC & RAF Camora                         | 500 PS                                    |
| 19 oktober   | Dynoro & Gigi D'Agostino                      | In My Mind                                |
| 26 oktober   | Capital Bra, Luciano & Eno                    | Roli glitzer glitzer                      |
| 2 november   | KlitschKrieg, Trettman, Gringo, Ufo361 & Gzuz | Standard                                  |
| 9 november   | KlitschKrieg, Trettman, Gringo, Ufo361 & Gzuz | Standard                                  |
| 16 november  | Samra                                         | Cataleya                                  |
| 23 november  | Ava Max                                       | Sweet but psycho                          |
| 30 november  | Mero                                          | Baller los                                |
| 7 december   | Ava Max                                       | Sweet but psycho                          |
| 14 december  | Ava Max                                       | Sweet but psycho                          |
| 21 december  | Ava Max                                       | Sweet but psycho                          |
| 28 december  | Capital Bra                                   | Benzema                                   |